# Wolf & Raven
Wolf & Raven (в превод от английски: „Вълк и Гарван“) е вторият сингъл на финландската пауър метъл група Соната Арктика. Записан е през 2001 г. в студио „Tico Tico“. Това е единствения диск, в който е поместена песента „Peacemaker“, с изключение на първото азиатско издание на лайф албума „Songs of Silence“, където песента е студиен запис, а не живо изпълнение. Двете песни са написани от Тони Како.
Към заглавната песен има заснет видеоклип, показващ вокалиста Тони Како, преследван от вълк. Певецът влиза в призрачна стара къща, където намира гола жена във вана. Тя се оказва, че е вълкът, който го е преследвал, и го превръща в гарван. Како се присъединява към останалите гарвани в къщата, които се предполага, че са останалите членове на групата Соната Арктика.

## Участници
- Тони Како – вокали, допълнителни клавишни
- Яни Лииматайнен – китара
- Томи Портимо – барабани
- Марко Паасикоски – бас китара
- Мико Харкин – клавишни